# Playbacksångare

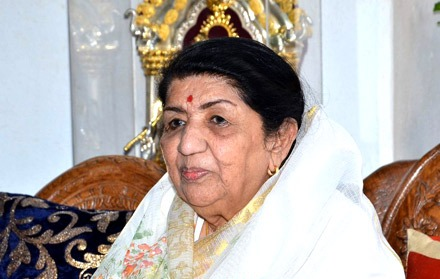
Den indiska playbacksångerskan Lata Mangeshkar sjöng in tusentals låtar

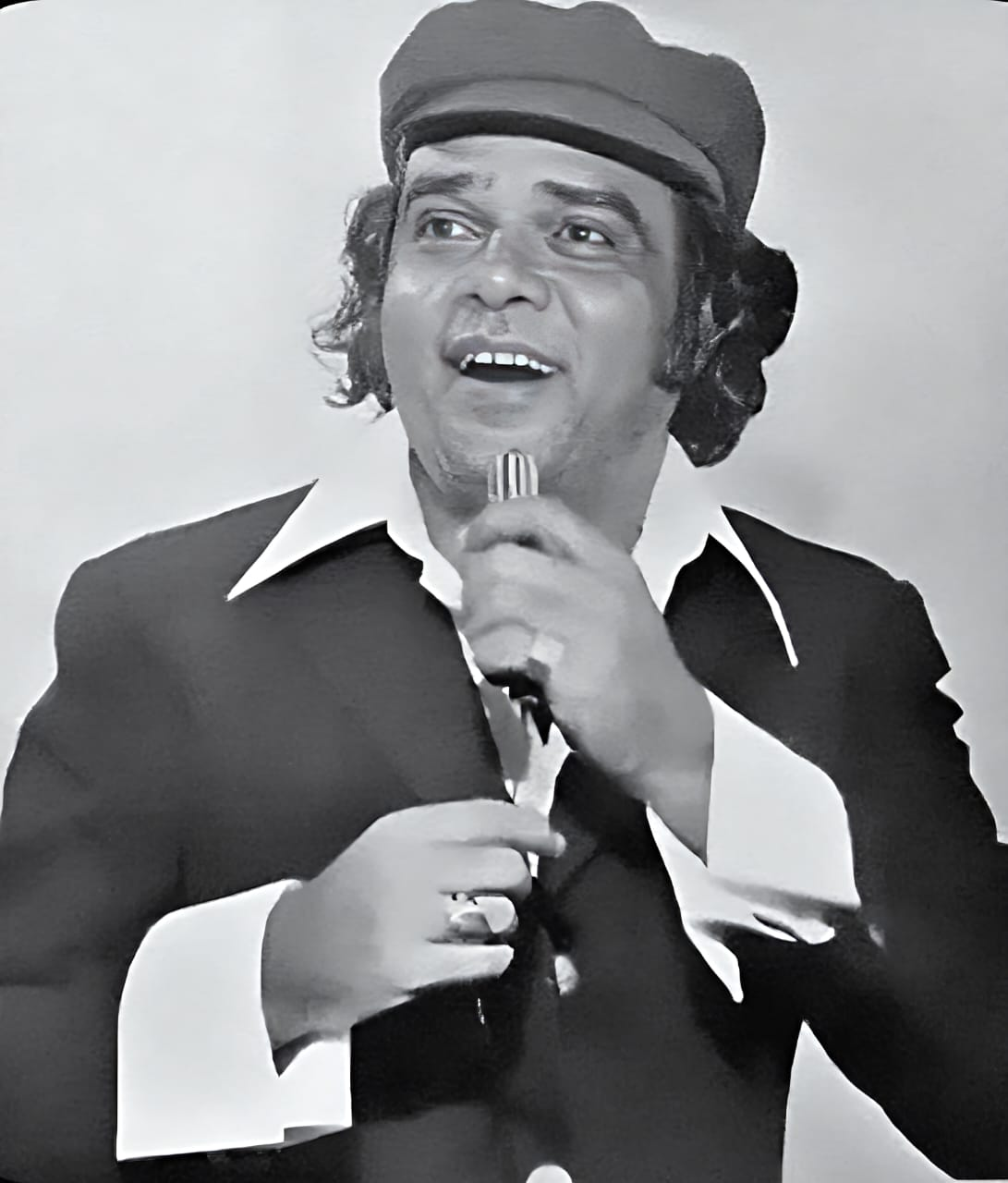
Den pakistanske playbacksångaren Ahmed Rushdi vid ett liveframträdande

En playbacksångare, som de oftast kallas i sydasiatisk film, eller spöksångare i västerländsk film, är en sångare vars framträdande spelas in för att användas i film. Playbacksångare sjunger in ljudspår till filmens soundtrack, som sedan filmskådespelarna mimar till framför kameran. Den faktiska sångaren syns alltså inte på skärmen. För att sången ska stämma överens med filmens känslomässiga situation eller helhetsstämning får sångaren i regel en inblick i sammanhanget, så att de kan tolka sången och anpassa sin röst därefter.

## Sydasien
Playbacksång är en vanligt förekommande teknik i sydasiatiska filmer producerade på den indiska subkontinenten. En majoritet av både indiska och pakistanska filmer innehåller vanligtvis sex eller sju sångnummer. Efter Alam Ara (1931), den första indiska ljudfilmen, spelade sångare under flera år in dubbla versioner av varje sång – först under själva inspelningen och därefter i en inspelningsstudio – en praxis som fortsatte fram till omkring 1952 eller 1953.
I Indien åtnjuter populära playbacksångare ofta samma kändisstatus  från allmänheten som framstående skådespelare och musikregissörer gör.   De flesta playbacksångare har en bakgrund i klassisk musik, och utvidgar ofta sitt register till att omfatta fler stilar.
Mohammed Rafi och Ahmed Rushdi  anses vara två av de mest inflytelserika playbacksångarna i Sydasien. Systrarna Lata Mangeshkar och Asha Bhosle, som huvudsakligen har arbetat i hindi-filmer, är två av Indiens mest kända och mest produktiva playbacksångarna. År 2011 erkände Guinness officiellt Asha Bhosle som den mest inspelade artisten i musikhistorien.

## Hollywood
Metoden används även i Hollywoodmusikaler, där sådana artister kallas spöksångare, men mer sällan i andra genrer. Ett känt exempel är Anita Ellis, som sjöng för Rita Hayworths rollfigur i filmen Gilda från 1946. Både Ellis och Hayworth gjorde så starka insatser att publiken inte visste att Hayworths sångröst var dubbad. Ellis kallades ”den sexigaste rösten 1946”, men hennes identitet offentliggjordes inte. I stället var det Hayworth som krediterades på soundtracket.
Spöksång har även använts i flera andra Hollywoodproduktioner. Marni Nixon sjöng till exempel för Natalie Woods rollfigur Maria i filmen West Side Story. för Deborah Kerrs Anna Leonowens i filmen i Kungen och jag, samt för Audrey Hepburns Eliza i My Fair Lady. Bill Lee sjöng för Christopher Plummers roll som kapten von Trapp i The Sound of Music.